# Jo Mersa Marley
Joseph "Jo Mersa" Marley (Kingston, 12 de março de 1991 – Condado de Miami-Dade, 27 de dezembro de 2022) foi um artista de reggae jamaicano. Ele era filho de Stephen Marley e neto do músico de reggae Bob Marley.

## Vida pessoal
Marley passou seus primeiros anos na Jamaica, onde frequentou a Saints Peter and Paul Preparatory School, antes de se mudar para os Estados Unidos para estudar na Palmetto High School e no Miami Dade College (onde estudou engenharia de áudio).

### Morte
Em 27 de dezembro de 2022, Jo Mersa Marley foi encontrado morto no Condado de Miami-Dade, dentro de seu automóvel. Ele teria sofrido uma crise de asma enquanto dirigia.

## Carreira
Em 2010, lançou sua primeira música, "My Girl", em colaboração com Daniel Bambaata. O seu primeiro EP, "Comfortable", foi lançado em 2014. Seu último trabalho, o EP "Eternal", foi lançado em 2021. Ele também participou em um álbum vencedor do Grammy, Strictly Roots, do grupo Morgan Heritage.

## Discografia
- Comfortable (2014)
- Eternal (2021)